# Красенець-Старий
Красенець-Старий (пол. Krasieniec Stary) — село в Польщі, у гміні Івановиці Краківського повіту Малопольського воєводства.
Населення — 268 осіб (2011).
У 1975-1998 роках село належало до Краківського воєводства.

## Демографія
Демографічна структура станом на 31 березня 2011 року:
|          | Загалом | Допрацездатний вік | Працездатний вік | Постпрацездатний вік |
| -------- | ------- | ------------------ | ---------------- | -------------------- |
| Чоловіки | 134     | 34                 | 81               | 19                   |
| Жінки    | 134     | 24                 | 80               | 30                   |
| Разом    | 268     | 58                 | 161              | 49                   |